# Bajcsy-Zsilinszky út (Budapest)

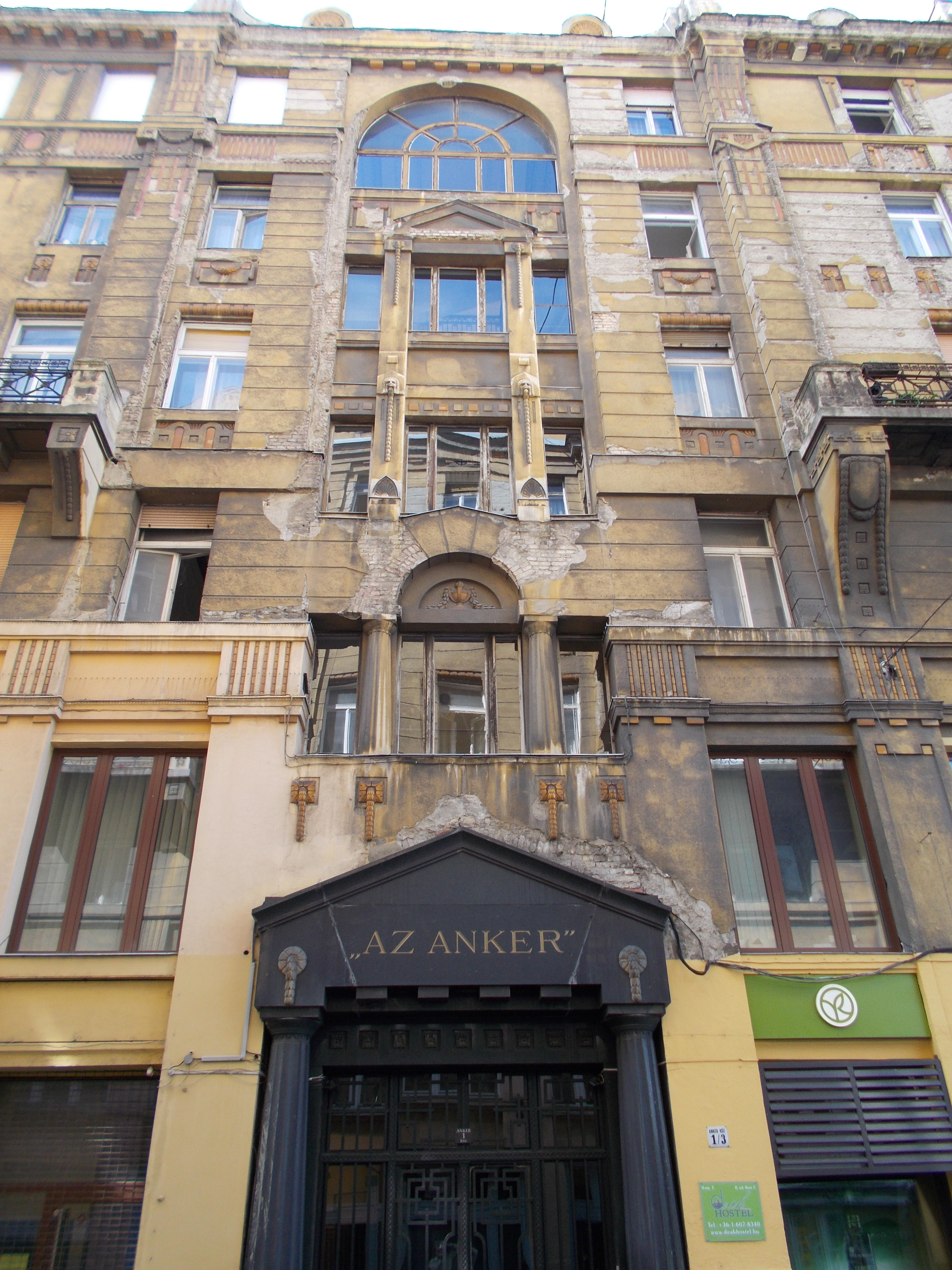
Anker-palota – Budapest VI. kerület, Anker köz 1-3.

A Bajcsy-Zsilinszky út Budapest belvárosának egyik legjelentősebb útja. Az V. és a VI. kerület határvonalát képezi. A Károly körút és a Nyugati tér között vezet.

## Fekvése

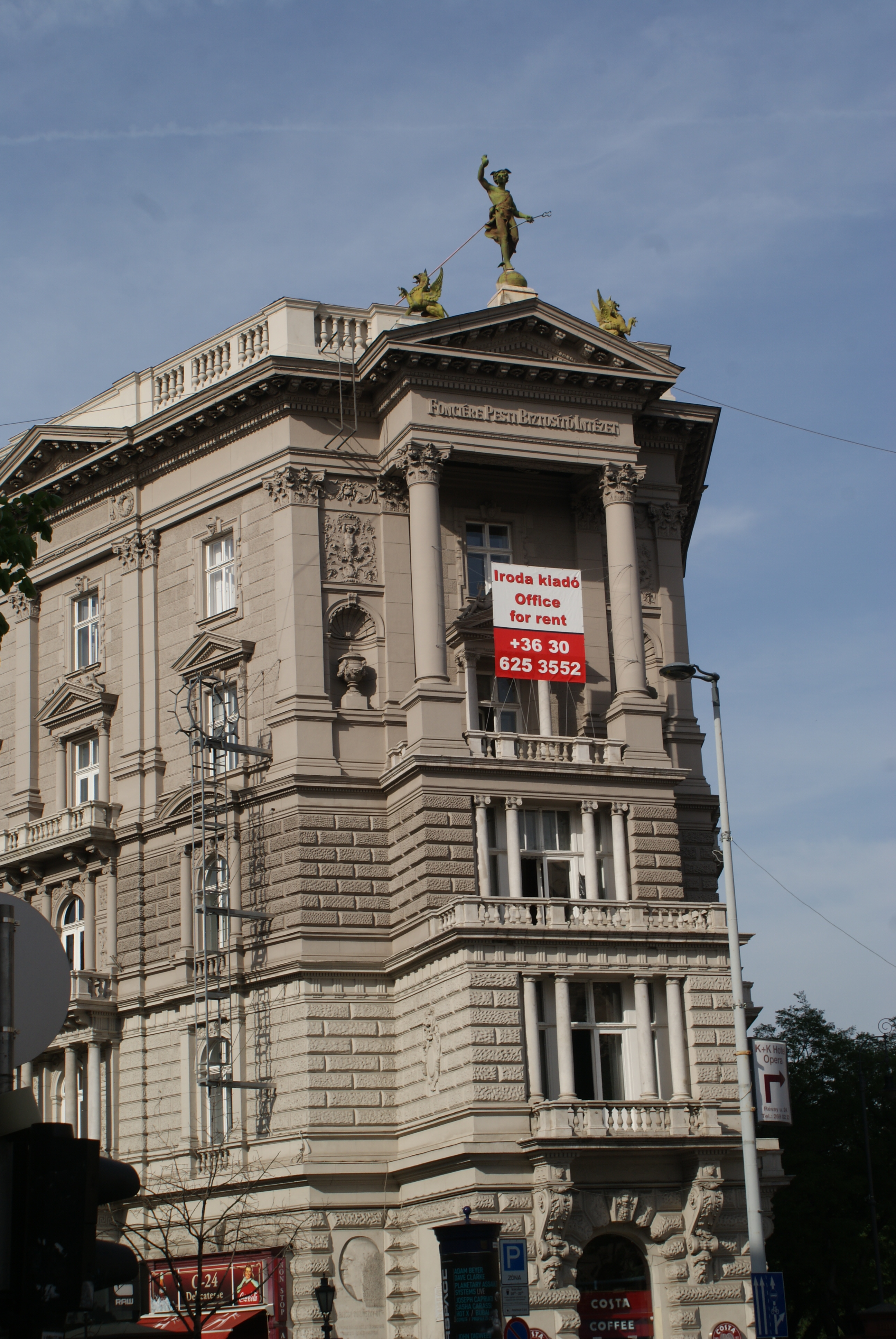
Az Andrássy út sarka
(Foncière-palota)

Határai: Deák Ferenc utca 1., Nyugati tér 1. Páratlan oldala a VI. kerület, páros oldala az V. kerület része.

## Története
Korábbi nevei: 1700-tól Waitznerstraße (Váci út), a Révay utca és a Nyugati tér között Országút. Az 1850-es években a Szent István tér és a Deák Ferenc tér között Kohl Markt (Káposzta piac), 1879-től teljes hosszában Váci körút az akkor kialakított Kiskörút folytatásaként, 1914-től I. Vilmos német császárról Vilmos császár út, 1919-től Váci körút, 1926-tól újból Vilmos császár út. 1945. április 17. óta viseli Bajcsy-Zsilinszky Endre nevét.
Már 1866-ban járt az úton az újpesti lóvasút, az akkor még Széna térnek nevezett Kálvin térről a szomszédos Újpest településre. Az úton a pesti villamoshálózat kialakításának kezdetétől jártak villamosok, 1896-ban a BKVT villamosította a pályát. Az útvonal fontosságát mutatja, hogy az 1900-as években tizenegy villamosjárat ment végig rajta. Az 1930-as évek közepétől azonban már csak három-négy járat közlekedett itt. A Bajcsy-Zsilinszky úti villamosforgalom megszűnésének első jeleként 1976-ban a 47-es és 49-es villamos járt már csak a felszínen, az út alatt haladó és akkor a Deák térig átadásra kerülő M3-as metróvonalra hivatkozva. Végül a Marx téri (ma Nyugati tér) felüljáró miatt 1980-ban végleg megszüntették a villamosközlekedést, a kiskörúti járatok azóta a Deák téren végállomásoznak. 1981-re az Élmunkás térig (ma Lehel térig) épült ki a metró. Ebben az évben a Nyugati pályaudvartól az Arany János utcai metrómegállóhoz (ma Podmaniczky Frigyes tér) került át a 72-es és a 73-as trolibuszok belső végállomása. Mai, irányonként három forgalmi sávos szélességét a 3-as metró építésekor történt felszíni tereprendezés során kapta. Az út azóta jelentős közúti forgalmat bonyolít le, hiszen a Váci útról és a Nagykörút felől érkező forgalmat vezeti el a Kiskörút, illetve – a József Attila utcán keresztül – a Lánchíd irányába. Ez komoly környezetterhelést okoz a Belváros számára.
Jelenleg egy trolibusz-járat közlekedik rajta: a Podmaniczky utca és az Deák tér között a 72-es.

## A Bajcsy-Zsilinszky út és környéke jelentősebb épületei
Lehetőség szerint az építtető, vagy az első tulajdonos neve szerepel. Ha ez nem ismeretes, akkor valamelyik későbbi, esetleg a jelenlegi tulajdonos szerepel a táblázatban.
A Bajcsy-Zsilinszky út páros oldalának épületeit az 1960-as években lebontották, ezért az részben az Erzsébet térhez, részben a Deák térhez tartozik. Az autóbusz-állomás épületét műemlékké nyilvánították, ez tehát megmaradt az Erzsébet tér felőli oldalon.
| hrsz                        | utca, házszám                  | építés | sarokház                                        | építtető (első tulajdonos)                                                                                     | tervező                          |
| --------------------------- | ------------------------------ | ------ | ----------------------------------------------- | --- | -------------------------------- |
| Páros oldal (Lipótváros)    |                                |        |                                                 | |                                  |
| 24447/3                     | Bajcsy-Zsilinszky út 2.        | 1821   | Erzsébet tér 11., Deák tér 1-2.                 | Kemnitzer János, Wodianer Fülöp (Két török-ház)                                                                | Brein Ignác                      |
| 24447/2                     | Bajcsy-Zsilinszky út 4.        | 1821   | Erzsébet tér 12.                                | Kemnitzer János, Wodianer Fülöp                                                                                | Brein Ignác                      |
| 24449                       | Bajcsy-Zsilinszky út 6.        | 1821   | [ * 2 ]                                         | Kemnitzer János                                                                                                | Brein Ignác                      |
| 24450                       | Bajcsy-Zsilinszky út 8.        | 1821   | [ * 2 ]                                         | Kemnitzer János, Wodianer Fülöp, Preger Gyula                                                                  | Brein Ignác                      |
| 24447/1                     | Bajcsy-Zsilinszky út 10.       | 1821   | József Attila utca 11., Erzsébet tér 15.        | Marokkó-udvar, Festetics Antal, Deutsch Henrik (a beduint ábrázoló dombormű a József Attila utca oldalán volt) |                                  |
| 24550                       | József Attila utca 26. 12      | 1978   | (Bajcsy-Zsilinszky út 12)                       | | Finta József                     |
| 24552                       | Bajcsy-Zsilinszky út 14. 16    | 1854   | Szent István tér 1.                             | Kasselik Ferenc                                                                                                | Kasselik Ferenc                  |
| 24634                       | Bajcsy-Zsilinszky út 18.       | 1871   | Szent István tér 16.                            | Kasselik Ferenc                                                                                                | Gottgeb Antal                    |
| 24635                       | Bajcsy-Zsilinszky út 20.       | 1870   |                                                 | Brüll Ignác | Lohr Antal                       |
| 24636                       | Bajcsy-Zsilinszky út 22.       | 1854   |                                                 | Zitterbarth Mátyás                                                                                             | Máltás Hugó                      |
| 24639                       | Bajcsy-Zsilinszky út 24.       | 1870   | Arany János utca 35                             | Barbár és társa                                                                                                |                                  |
| 24775                       | Bajcsy-Zsilinszky út 26        |        | Podmaniczky Frigyes tér, Vadász utca 1.         | Reinold Jakab                                                                                                  | Zitterbarth Mátyás               |
| 24776                       | Bajcsy-Zsilinszky út 28        |        | Podmaniczky Frigyes tér, Vadász utca 3.         | Neuwelt Hermann                                                                                                | Weber Antal                      |
| 24777                       | Bajcsy-Zsilinszky út 30-32.    | 1875   | Podmaniczky Frigyes tér, Vadász utca 5-7.       | Tafler Kálmán                                                                                                  | Vojta Donát                      |
| 24777                       | Bajcsy-Zsilinszky út 30-32.    | 1912   | Podmaniczky Frigyes tér, Vadász utca 5-7.       | Magyar Bank és Kereskedelmi Rt.                                                                                | Ágoston Emil                     |
| 24793                       | Bajcsy-Zsilinszky út 34.       | 1888   | Vadász utca 9., Bank utca 8.                    | Bródy Zsigmond Hungária nyomda                                                                                 | Quittner Zsigmond, Pucher József |
| 24799                       | Bajcsy-Zsilinszky út 36-38.    |        |                                                 | Budapest-Lipótvárosi Takarékpénztár Rt.                                                                        | Alpár Ignác, Hübner Jenő         |
| 24795/2                     | Bajcsy-Zsilinszky út 40.       | 1936   |                                                 | Schossberger Lajosné                                                                                           | Mészáros László                  |
| 24800                       | Bajcsy-Zsilinszky út 42-44-46. | 1995?  |                                                 | (44-es szám) Geramb Lujza háza                                                                                 |                                  |
| 24800                       | Bajcsy-Zsilinszky út 42-44-46. | 1995?  | Nagysándor József utca                          | (46-os szám) Magyar Állami Kőszénbánya Rt.                                                                     |                                  |
| 24832                       | Bajcsy-Zsilinszky út 48.       | 1873   | Nagysándor József utca 10.                      | Ehrenfeld Ignác                                                                                                | Kauser János                     |
| 24831                       | Bajcsy-Zsilinszky út 50.       | 1884   |                                                 | Dezső Sándor                                                                                                   | Wellisch Sándor és Gyula         |
| 24822                       | Bajcsy-Zsilinszky út 52.       | 1838   | Vadász utca 25.                                 | Giessriegel József                                                                                             | Zitterbarth Mátyás               |
| 24830                       | Bajcsy-Zsilinszky út 54.       | 1849   |                                                 | Engelmayer Gyötgy, Szelényi Lajos                                                                              | Hild József                      |
| 24829                       | Bajcsy-Zsilinszky út 56.       | 1828   |                                                 | Prückler József, Krajcsovics Vilmos                                                                            | Pollack Mihály                   |
| 24825/2                     | Bajcsy-Zsilinszky út 58.       | 1882   |                                                 | Thür Pius | Wagner János                     |
| 24828                       | Bajcsy-Zsilinszky út 60.       | 1890   | Báthory utca 25.                                | Umráth és társa                                                                                                | Pucher József                    |
| 24837                       | Bajcsy-Zsilinszky út 62.       | 1887   | Báthory utca 26.                                | Kann Jakab | Nagy Rezső                       |
| 24838                       | Bajcsy-Zsilinszky út 64.       | 1880   | Kálmán Imre utca 27.                            | |                                  |
| 24845                       | Bajcsy-Zsilinszky út 66.       | 1872   | Kálmán Imre utca 26.                            | Lencz Ágoston                                                                                                  | Kauser János                     |
| 24846                       | Bajcsy-Zsilinszky út 68.       | 1893   | Alkotmány utca 31.                              | Károlyi Tibor                                                                                                  | Meinig Artúr, Pártos Gyula       |
| 24947                       | Bajcsy-Zsilinszky út 70.       | 1890   | Alkotmány utca 20.                              | Károlyi Tibor alapítvány                                                                                       | Fort Sándor                      |
| 24948                       | Bajcsy-Zsilinszky út 72.       | 1874   |                                                 | Wechselmann Ignác                                                                                              | Wechselman Ignác                 |
| 24949                       | Bajcsy-Zsilinszky út 74.       | 1872   | Markó utca 33.                                  | |                                  |
| 24980                       | Bajcsy-Zsilinszky út 76.       | 1865   | Markó utca 26.                                  | Ábeles Ármin                                                                                                   | Gerster Károly, Frey Lajos       |
| 24981                       | Bajcsy-Zsilinszky út 78.       | 1893   | Stollár Béla utca 21., Bihari János utca 11.    | Légrády Nyomdaüzem                                                                                             | Korb Flóris, Giergl Kálmán       |
| 25048                       | Nyugati tér 9.                 | 1887   | Bajcsy-Zsilinszky út 80., Stollár Béla utca 24. | Magyar Általános Hitelbank                                                                                     | Petschacher Gusztáv              |
| 25049                       | Nyugati tér 8.                 | 1886   | Bajcsy-Zsilinszky út 82?                        | Schubert Ármin, Hikisch Lajos                                                                                  | Petschacher Gusztáv              |
| 25050                       | Nyugati tér 7.                 | 1886   | Bajcsy-Zsilinszky út 84?                        | Schubert Ármin, Hikisch Lajos                                                                                  | Petschacher Gusztáv ?            |
| 25051                       | Nyugati tér 6.                 | 1878   | Bajcsy-Zsilinszky út 86?                        | Első Hazai Pesti Takarékpénztár bérháza                                                                        | Petschacher Gusztáv              |
| Páratlan oldal (Terézváros) |                                |        |                                                 | |                                  |
| 29268/5                     | Bajcsy-Zsilinszky út 1.        | 1910   | Anker köz 1-3., Deák tér 6., Király utca 2.     | Anker-palota, Anker Biztosító Társaság                                                                         | Alpár Ignác                      |
| 29268/4                     | Anker köz 2-4.                 | 1910   | Király utca 4.                                  | Anker-palota, Anker Biztosító Társaság                                                                         | Alpár Ignác                      |
| 29267                       | Bajcsy-Zsilinszky út 3.        | 1816   |                                                 | Pesti Hazai Első Takarékpénztár Egyesület Rt., Holzer Mihály                                                   | Pucher József                    |
| 29266                       | Bajcsy-Zsilinszky út 5.        | 1929   |                                                 | Kasselik Ferenc és Erzsébet Alapítvány                                                                         | Reiss Zoltán                     |
| 29265                       | Bajcsy-Zsilinszky út 7.        | 1913   |                                                 | Kasselik Ferenc és Erzsébet Alapítvány                                                                         | Korb Flóris, Giergl Kálmán       |
| 29264/2                     | Bajcsy-Zsilinszky út 9.        | 1965   | Paulay Ede utca (1.)                            | Budapesti Városépítési Tervező Vállalat                                                                        | Abaváry Mihály                   |
| 29246                       | Bajcsy-Zsilinszky út 11.       | 1829   | Paulay Ede utca 2., Andrássy út 1.              | Stein-palota                                                                                                   | Láng Adolf                       |
| 29244                       | Bajcsy-Zsilinszky út 13.       | 1882   | Andrássy út 2., Révay utca 1.                   | Foncière-palota, Foncière Pesti Biztosító Intézet                                                              | Feszty Adolf                     |
| 29220/5                     | Bajcsy-Zsilinszky út 15/a      | 1929   | Révay utca 2.                                   | | Jónás Dávid és Jónás Zsigmond    |
| 29220/6                     | Bajcsy-Zsilinszky út 15/b      | 1929   | Révay köz 1.                                    | | Jónás Dávid és Jónás Zsigmond    |
| 29220/1                     | Bajcsy-Zsilinszky út 17/a      |        | Révay köz 2.                                    | |                                  |
| 29218                       | Bajcsy-Zsilinszky út 17/b      | 1862   | Lázár Vilmos utca 1.                            | | Ybl Miklós                       |
| 29207/5                     | Bajcsy-Zsilinszky út 19/a      | 1940   | Lázár Vilmos utca 2/a                           | | Schmitterer Jenő                 |
| 29207/4                     | Bajcsy-Zsilinszky út 19/b      | 1938   | Bajcsy-Zsilinszky köz (2.)                      | | Fried Miksa, Fenyves István      |
| 292071/                     | Bajcsy-Zsilinszky köz 1.       | 1938   | Ó utca 1.                                       | | Ligeti Pál, Szirmay József       |
| 29185                       | Bajcsy-Zsilinszky út 21.       |        | Ó utca 2.                                       | |                                  |
| 29184                       | Bajcsy-Zsilinszky út 23.       |        | Zichy Jenő utca 1                               | |                                  |
| 29167                       | Bajcsy-Zsilinszky út 25.       | 1838   | Zichy Jenő utca 2.                              | Párizsi Városházhoz Szálloda                                                                                   | Hild József, Szelényi János      |
| 29166                       | Bajcsy-Zsilinszky út 27.       | 1877   |                                                 | Pesti Építő Társulat                                                                                           | Bobula János                     |
| 29165                       | Bajcsy-Zsilinszky út 29.       | 1877   | Dessewffy utca 1.                               | Pesti Építő Társulat                                                                                           | Bobula János                     |
| 29151                       | Bajcsy-Zsilinszky út 31.       | 1912   | Dessewffy utca 2.                               | Ulrich Baptist Johannes                                                                                        |                                  |
| 29150                       | Bajcsy-Zsilinszky út 33.       |        |                                                 | |                                  |
| 29147                       | Bajcsy-Zsilinszky út 35.       | 1871   | Hajós utca 34.                                  | Neumeyer Bernát                                                                                                | Freund Zsigmond                  |
| 29146                       | Bajcsy-Zsilinszky út 37.       | 1875   | Hajós utca 36.                                  | | Weber Antal                      |
| 29145                       | Bajcsy-Zsilinszky út 39.       |        | Hajós utca 45.                                  | | Heinrich Károly                  |
| 29144                       | Bajcsy-Zsilinszky út 41.       |        |                                                 | |                                  |
| 29143                       | Bajcsy-Zsilinszky út 43.       | 1872   |                                                 | | Lechner Ödön, Mádl               |
| 29142                       | Bajcsy-Zsilinszky út 45.       |        | Nagymező utca 70.                               | |                                  |
| 28917                       | Bajcsy-Zsilinszky út 47.       |        | Podmaniczky utca 2.                             | |                                  |
| 28916                       | Bajcsy-Zsilinszky út 49.       |        |                                                 | |                                  |
| 28915                       | Bajcsy-Zsilinszky út 51.       |        |                                                 | |                                  |
| 28914                       | Bajcsy-Zsilinszky út 53.       |        |                                                 | |                                  |
| 28913                       | Bajcsy-Zsilinszky út 55.       | 1862   |                                                 | | Diescher József                  |
| 28912                       | Bajcsy-Zsilinszky út 57.       |        | Jókai utca 34.                                  | |                                  |
| 28911                       | Bajcsy-Zsilinszky út 59.       |        |                                                 | |                                  |
| 28910                       | Bajcsy-Zsilinszky út 61.       |        |                                                 | |                                  |
| 28909                       | Bajcsy-Zsilinszky út 63.       | 1903   |                                                 | | Weinréb Fülöp, Spiegel Frigyes   |
| 28905/1                     | Bajcsy-Zsilinszky út 65.       | 1938   |                                                 | |                                  |
| 28904                       | Nyugati tér 1.                 | 1987   | Jókai utca (42.)                                | Skála áruház                                                                                                   |                                  |
| 28902                       | Nyugati tér 2.                 |        | aluljáró                                        | |                                  |

Az adatok közgyűjteményi forrásokból és telekkönyvi adatokból származnak.